# Illes del Príncep Eduard
|  | No s'ha de confondre amb Illa del Príncep Eduard. |

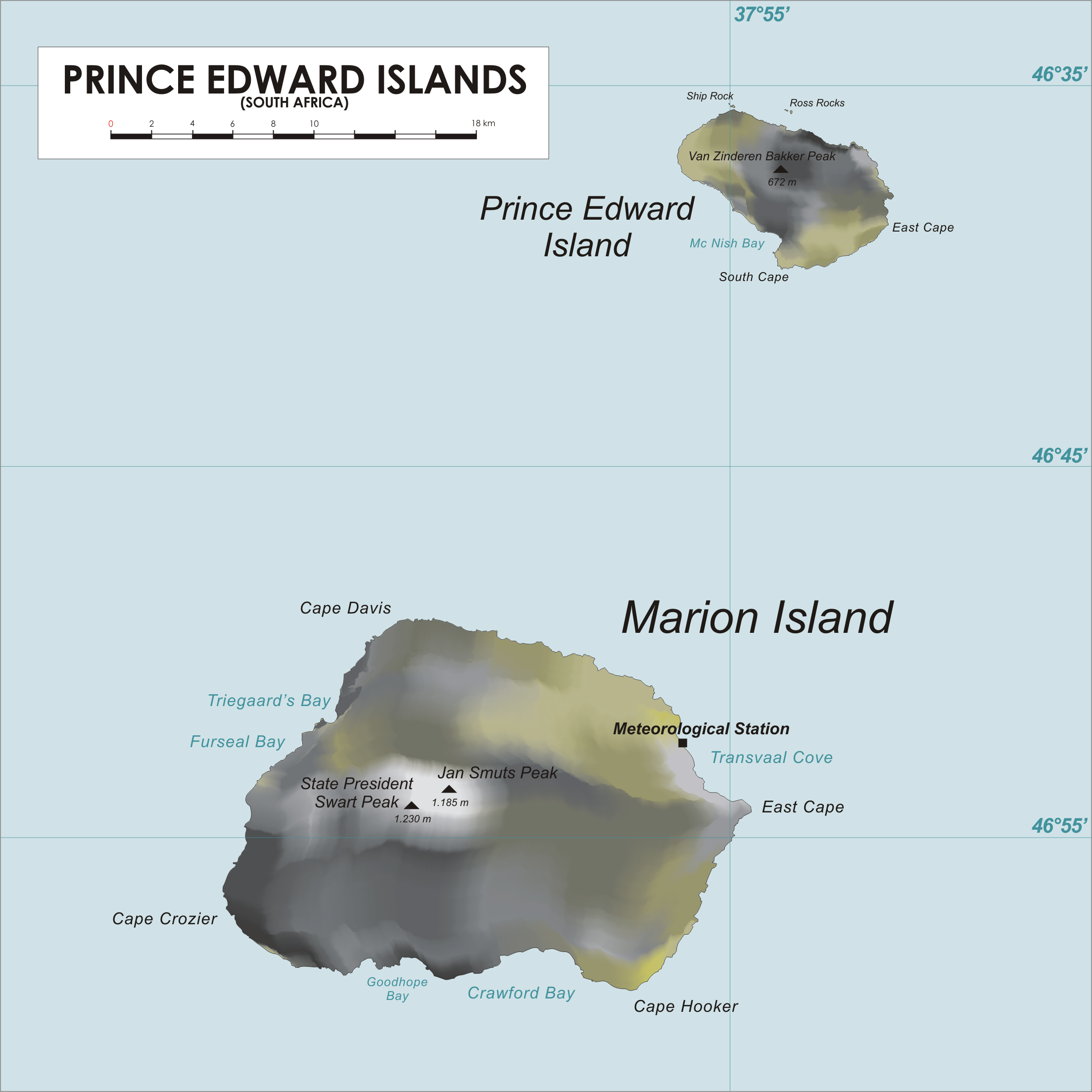
Mapa de l'Illa de Marion i Illa Príncep Eduard

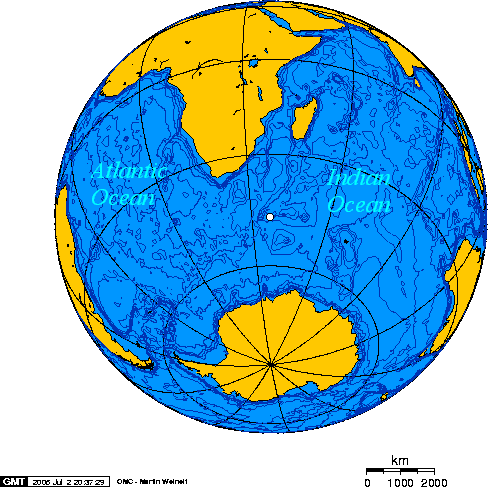
Projecció de les Illes del Príncep Eduard.

Les Illes del Príncep Eduard són un arxipèlag volcànic format per dues illes:
- illa Marion amb 290 km²
- Illa Princep Eduard (Sud-àfrica) amb 45 km².

Estan situades a l'oceà Índic a uns 1.800 km de la República de Sud-àfrica a la qual pertanyen políticament.
Només l'illa de Marion, on hi ha una estació meteorològica, està habitada per alguns científics.
El clima és fred (temperatures mensuals mitjanes entre 7,7 °C i 4,1 °C) i humit (més de 2.000 litres de pluja anuals).

## Història
Les illes van ser descobertes el 1663 pel vaixell neerlandès Maerseveen. El 1772, Marc-Joseph Marion du Fresne visità les illes i tractà d'atracar sense aconseguir-ho creient que havia trobat l'Antàrtida. El 1776, Jules Crozet, després de la mort de Fresne es trobà a Ciutat del Cap amb James Cook qui tractà de desembarcar a les illes també infructuosament, va ser ell que anomenà l'illa més menuda com Prince Edward, el quart fill del rei Jordi III, i a l'illa més gran la batejar amb el nom de Marc-Joseph Marion du Fresne.
El primer desembarcament conegut va tenir lloc el 1803 a càrrec d'un grup de caçadors de foques.
El 1908, el govern britànic autoritzà l'explotació del guano i de les foques en el mateix any es va establir un poble anomenat Fairbairn Settlement.
El 1947 Sud-àfrica s'annexà el territori i instal·là una estació meteorològica, a la costa nord-est de l'illa Marion. Actualment és també una estació biològica que estudia principalment les aus de les illes (pingüins, petrells, albatros, etc.) 
El setembre de 1979 un satèl·lit dels Estats Units Vela va enregistrar activitat prop de l'illa Príncep Eduard que inicialment es va interpretar com a proves nuclears encara sota controvèrsia (Incident Vela).

## Estatus legal
Annexades oficialment per Sud-àfrica el 1948, cap altre estat les ha reclamades i com que han estat ocupades contínuament per Sud-àfrica, l'estatus no es discuteix.